# Theocolax
Theocolax is een geslacht van vliesvleugeligen uit de familie Pteromalidae. De wetenschappelijke naam van dit geslacht is voor het eerst geldig gepubliceerd in 1832 door Westwood.

## Soorten
Het geslacht Theocolax omvat de volgende soorten:
- Theocolax bakeri (Crawford, 1915)
- Theocolax elegans (Westwood, 1874)
- Theocolax formiciformis Westwood, 1832
- Theocolax frater (Girault, 1913)
- Theocolax ingens Xiao & Huang, 2001
- Theocolax oblonga (Delucchi, 1956)
- Theocolax phloeosini Yang, 1989
- Theocolax radhakrishnani Sureshan & Narendran, 2005